# Tai'an (Shandong)
Tai'an (eller Taian, 泰安; pinyin: Tài'ān) er et kinesisk bypræfektur i provinsen Shandong i Folkerepublikken Kina. Præfekturet har et areal på 7,761 km², og en befolkning på 5.530.000 mennesker (2007).
Nord for selve byen ligger bjerget Tai Shan (1.545 m), som bliver nævnt allerede i Konfucius' skrifter og som regnes som et af det taoistiske Kinas fem mægtige bjerge. Det er verdens mest besøgte og bestegne bjerg. 
Byens vigtigste tempel er det taoistiske Daimiao-tempelanlæg.
En del af den store Qi-mur står tilbage i bevaringsværdig tilstand, og er opført på Folkerepublikken Kinas liste over kulturminder. Det gør også fundfeltet for Dawenkoukulturen. Dawenkoufeltet blev udgravet i 1959, 1974 og 1978. Bare dets midterste lag betegnes som Dawenkou kultur, da det tidligste lag svarer til Beixinkulturen og det yngste lag er en tidlig variant af Longshankulturen.
Under Vår- og høstannalernes tid og De stridende rigers tid tilhørte området dels staten Qi, dels staten Lu. 

## Administrative enheder
Tai'an består af to distrikter, to byamter og to amter:
- Distriktet Taishan – 泰山区 Tàishān Qū ;
- Distriktet Daiyue – 岱岳区 Dàiyuè Qū ;
- Byamtet Xintai – 新泰市 Xīntài Shì ;
- Byamtet Feicheng – 肥城市 Féichéng Shì ;
- Amtet Ningyang – 宁阳县 Níngyáng Xiàn ;
- Amtet Dongping – 东平县 Dōngpíng Xiàn.

## Trafik
Kinas rigsvej 104 løber gennem området. Den begynder i Beijing, løber mod syd via Dezhou til Jinan, Xuzhou, Nanjing, Hangzhou, Wenzhou og ender i Fuzhou.
36°10′N 117°07′Ø / 36.167°N 117.117°Ø